# 정각도법
정각도법(正角圖法)은 지구상의 각의 크기를 지도상에 바르게 표시할 수 있도록 고안한 투영법을 말한다. 대표적인 정각도법으로는 메르카토르도법(원통도법의 하나)과 람베르트 정각원추도법(원추도법의 하나)이 있다.